# Truszki-Zalesie
Truszki-Zalesie – wieś w Polsce położona w województwie podlaskim, w powiecie kolneńskim, w gminie Kolno.
W X wieku w Truszkach istniał gród obronny zwany Okop (stanowisko 1) datowany na podstawie badań dendrochronologicznych na 926 rok. Gród był położony na terenie podmokłym i prowadziła do niego kamienna grobla. Do grodu przylegały trzy osady, w tym jedna obronna, która jest obecnie określana jako Góra Wieżowa (stanowisko 2). Podczas prowadzonych w latach 1984-2023 wykopalisk na grodzisku archeolodzy znaleźli 16 monet (dirhamów) z terenów państwa Samanidów na terenie Persji oraz Bułgarii Kamskiej. Gród w Truszkach funkcjonował do połowy XI wieku, gdy został spalony w wyniku najazdu.
Miejscowość Truszki-Zalesie to gniazdo rodowe zamieszkałe od XIV wieku do chwili obecnej przez Truszkowskich herbu Bończa.
Na przełomie lat 1783/1784 wieś leżała w parafii Lachowo, dekanat wąsoski diecezji płockiej i była własnością sześciu rodzin szlacheckich: Borzymowskiego, Doliwy, Łepkowskiego, Mieczkowskiego, Skrodzkiego i Truszkowskiego. Po powstaniu listopadowym ćwierć wsi, należące do Antoniego Bierzyńskiego, skonfiskowały rosyjskie władze zaborcze. 
W okresie międzywojennym stacjonowała tu placówka Straży Celnej „Zalesie”.
W latach 1975–1998 miejscowość administracyjnie należała do województwa łomżyńskiego.
Wierni kościoła rzymskokatolickiego należą do parafii Zwiastowania Najświętszej Maryi Panny w Lachowie.